# Catocala afghana
Catocala afghana là một loài bướm đêm trong họ Erebidae.